# آرثر تشيني ترين
آرثر تشيني ترين (بالإنجليزية: Arthur Cheney Train)‏ (6 سبتمبر 1875، بوسطن في الولايات المتحدة - 22 ديسمبر 1945)؛ كاتِب ومؤلِّف، محامي وروائي أمريكي.

## روابط خارجية
- آرثر تشيني ترين على موقع IMDb (الإنجليزية)
- آرثر تشيني ترين على موقع قاعدة بيانات الفيلم (الإنجليزية)